# Roxy Mitchell
Roxanne Lizette "Roxy" Mitchell (previamente: Slater) es un personaje ficticio de la serie de televisión británica EastEnders, interpretada por la actriz Rita Simons del 24 de julio del 2007, hasta el 1 de enero del 2017.

## Biografía
Roxy es la hija más joven de Archie y Glenda Mitchell y hermana menor de Ronnie. Es muy buena amiga de Christian Clark y de Alfie Moon
En diciembre del 2008 Sean se enteró de que Amy no era su hija biológica, destrozado por los resultados secuestró a Amy y se la llevó. Más tarde en el 2009 Sean le dio a su hermana Stacey Slater a Amy y le pidió que la cuidaran por unos días, sin embargo incapaz de hacerlo Stacey decidió devolvérsela a Roxy. 
Cuando Sean regresó convenció a Roxy para que ella y Amy se fueran con él, sin embargo en el camino Sean manejó hasta un lago congelado con la intención de que los tres murieran ahogados como familia. Roxy logró salir del coche sin embargo Amy todavía seguida en su silla, cuando Ronnie y Jack llegaron Roxy fue capaz de convencer a Sean de permitirle rescatar a Amy, sin embargo el hielo se rompe y Sean y Roxy caen al lago, Sean logra  liberar a Roxy de las plantas y Ronnie la saca del agua. Cuando ambas salen del lago no ven a Sean por ninguna parte y creen que se ahogó, mientras su Ronnie y Jack tratan de calentarse dentro del coche, Roxy ve a Sean saliendo del agua y le dice que huya.
En febrero del 2015 Roxy termina acostándose con el esposo de su hermana, Charlie Cotton.
El 1 de enero del 2017 después de que Ronnie se casara nuevamente con Jack, ambas terminan emborrachándose mientras celebran el inicio de una nueva etapa, cuando van a la piscina, por diversión Roxy salta pero pronto comienza a tener problemas cuando se queda inconsciente y muere luego de ahogarse, cuando Ronnie intenta salvarla, termina enredándose con su vestido de novia y se ahoga junto a su hermana.

## Asesinatos
| Fecha de Asesinato | Personaje        | Causa                                                  |
| ------------------ | ---------------- | ------------------------------------------------------ |
| 2 de enero de 2015 | Emma Summerhayes | murió luego de que Roxy accidentalemtne la atropellara |